# Mike Adamle
Michael David Adamle (nascido em 4 de outubro de 1949) é uma personalidade de futebol americano e de wrestling, mais conhecido por seu trabalho na WWE, no programa Raw, onde foi General Manager. Antes do wrestling, Mike foi jogador de futebol americano, onde esteve de 1971 a 1979.

## Carreira
Adamle jogou futebol americano durante oito anos, com um running back em três equipes dos EUA.
Após essa passagem, ele se destacou como entrevistador e anunciador. Ele entrou para a WWE em 27 de janeiro de 2008, no evento Royal Rumble 2008 ocupando a vaga de Joey Styles. Em 15 de abril de 2008, Styles saiu do roster da WWE e Adamle se tornou parceiro de Tazz na mesa de transmissão.
Em 28 de Julho de 2008, foi anunciado pelo Vice-Presidente Executivo, Shane McMahon, como o novo General Manager da RAW. Três meses depois, foi removido desta posição após insultos feitos a personalidade de Randy Orton.